# Jolana Kimlová
Jolana Kimlová (* 12. listopadu 1967, Praha) je česká malířka, výtvarnice, grafička a keramička.

## Život a dílo
V roce 1994 vystudovala Vysokou školu uměleckoprůmyslovou v Praze u prof. Jana Solpery, obor knižní kultura a písmo. Absolventským dílem byla kniha Iniciály. Ta získala ocenění v soutěži Nejkrásnější kniha roku (Památník národního písemnictví, Praha 1995). V soutěži na ekologické téma (Groupe East-West Media) získala za realizovaný billboard třetí cenu.[zdroj⁠?!] Na bienále kresby Plzeň 2000 jí bylo mezinárodní porotou uděleno ocenění nejvyšší kvality za kresby „Doteky“ a „Píp a pád“.
Věnuje se malbě, kresbě a volné i užité grafice. Tvoří v jižních Čechách. Zúčastnila se čtrnácti kolektivních výstav nejen v Česku, ale i v zahraničí (Vídeň, Paříž). Od roku 2002 uspořádala řadu samostatných výstav. Jako výtvarnice realizovala např. grafickou úpravu katalogu „20 Kaplických let“ včetně autorských ilustrací, v letech 1995 až 1998 celkové výtvarné řešení reklamní kampaně pro druhý největší počítačový veletrh v Evropě Invex Computer Brno, výzdobu interiéru divadélka v Červené Lhotě, kompletní grafickou úpravu pro Academia Film Olomouc 1996 nebo kompletní grafickou úpravu pro 50. Loutkářskou Chrudim. Řadu let také tvoří celkové výtvarné řešení pro celostátní přehlídku dětských skupin scénického tance v Kutné Hoře.